# ヴィジュアル系

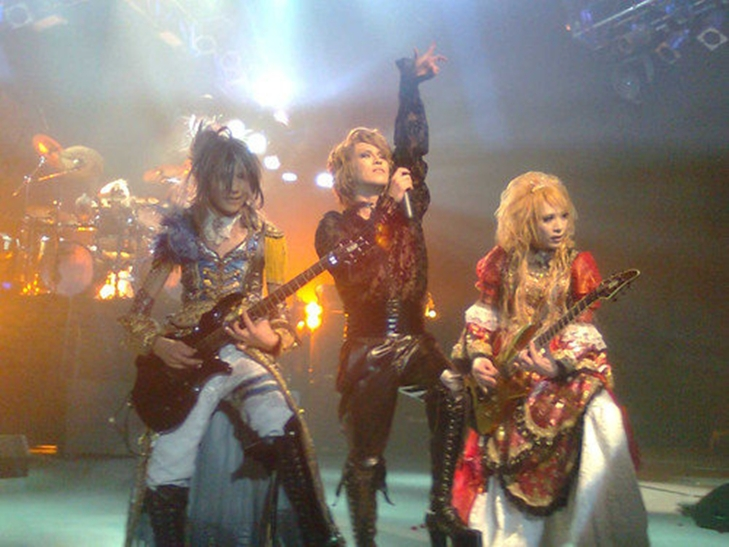
2010年、フランスのロココ様式にインスピレーションを得た衣装を着てパフォーマンスする日本のVersailles

ヴィジュアル系（ヴィジュアルけい）は、日本のロックバンドおよびミュージシャンの様式の一つ。bounce.comの出嶌孝次は、「特定のサウンドを示す言葉ではなく、化粧やファッション等の視覚表現により世界観や様式美を構築するもの」と定義している。一方で音楽ジャンルの1つとして扱う文献も存在しており、グラムロック、パンク・ロック、ヘヴィメタルと関連づけられている。「ビジュアル系」とも表記され、「V系」（ブイけい）、「V-ROCK」（ブイ・ロック）とも呼称される。

## 呼称に関して

### 起源
「ヴィジュアル系」という呼称はX JAPANの『BLUE BLOOD』のキャッチコピー「PSYCHEDELIC VIOLENCE CRIME OF VISUAL SHOCK」が起源だとされることが多い。星子誠一は、雑誌『SHOXX』を創刊する際に、HIDEの言葉を引用して「ヴィジュアル＆ハードショック・マガジン」というサブタイトルをつけ始めたのが始まりだと主張している。また、ヴィジュアル系という言葉が定着する前は、「お化粧系」という言葉が使われていたとも証言している。
1997年、SHAZNAのブレイク期に一般にも定着するようになり、「新語・流行語」化した。その後、『日本俗語大辞典』では、谷恒生の小説『闇呪』の文章を引用し、音楽や男性に限定せず、少女に対しての使用例を挙げている。なお、この語は日本国外においても「Visual-Kei」で通用する言葉となっている。

しかし、1998年にデビューしたPIERROTの元ギタリストであり、LM.Cの現ギタリストでもあるAijiは、シーンに属していた当事者の視点からこう語っている。
| 「 | ヴィジュアル系っていう言い方は、ライヴハウス界隈では93年ぐらいからあったはあったんですけど、それが市民権を得た後にデビューした自分らであっても、ヴィジュアル系という言葉には違和感がありました。それよりも、“お化粧系”のほうがしっくりくるというか。やっぱり10代で一番使ってた言葉だから。 | 」 |

### 蔑称としてのヴィジュアル系
上記の通り、当初この言葉自体に侮蔑的な意味合いは込められていなかった。当時のミュージシャンの多くが優先していたのはあくまでサウンドであり、メイクは世界観を表現するためであったり、観客を喜ばすためのものだったが、1990年代から2000年代にかけて、ヴィジュアル系という用語は中身よりも外面重視というような批判を込めた差別的な言葉だととらえられていた。音楽評論家の市川哲史は、当時"ヴィジュアル系"という言葉がシーンでどのように受け止められていたかについて、「僕が仕事的に関わっていた黎明期から隆盛期――あの時代のバンドたちはそもそも自分たちをV系だとは思ってなかったし、表立ってヴィジュアル系といわれることに否定はしないけど『今に見てろよコラ』みたいな、差別語・侮蔑語的な捉え方をしているバンドが多かったですねぇ」と証言している。このように1990年代のヴィジュアル系バンドの中にはヴィジュアル系と称されるのを嫌がるものも多く、実際にL'Arc〜en〜Cielが番組内で「ヴィジュアル系バンド」と呼ばれたことを理由にポップジャムへの出演をキャンセルする事件が起きている。
ヴィジュアル系が差別された要因としてはさまざまなものが考えられる。音楽雑誌が各々ジャンルを区別し、バンドの掲載可否を決めたことが結果的にはファンや関係者の意識に作用したという説もある一方、「コスプレ的」「キャラクター的」な側面が嫌悪されたのではないかという説もある。

### 再評価
2010年代になると、90年代ヴィジュアル系の再評価が進み、差別用語としてとらえられることは少なくなった。ヴィジュアル系という言葉の意味合いが変わった経緯について、市川は現在大物のキッスも出てきた当初は批判されたので、ヴィジュアル系が最初は批判されてのちに評価されたのもそれと同じようなものではないかと述べている。

## 傾向・特徴

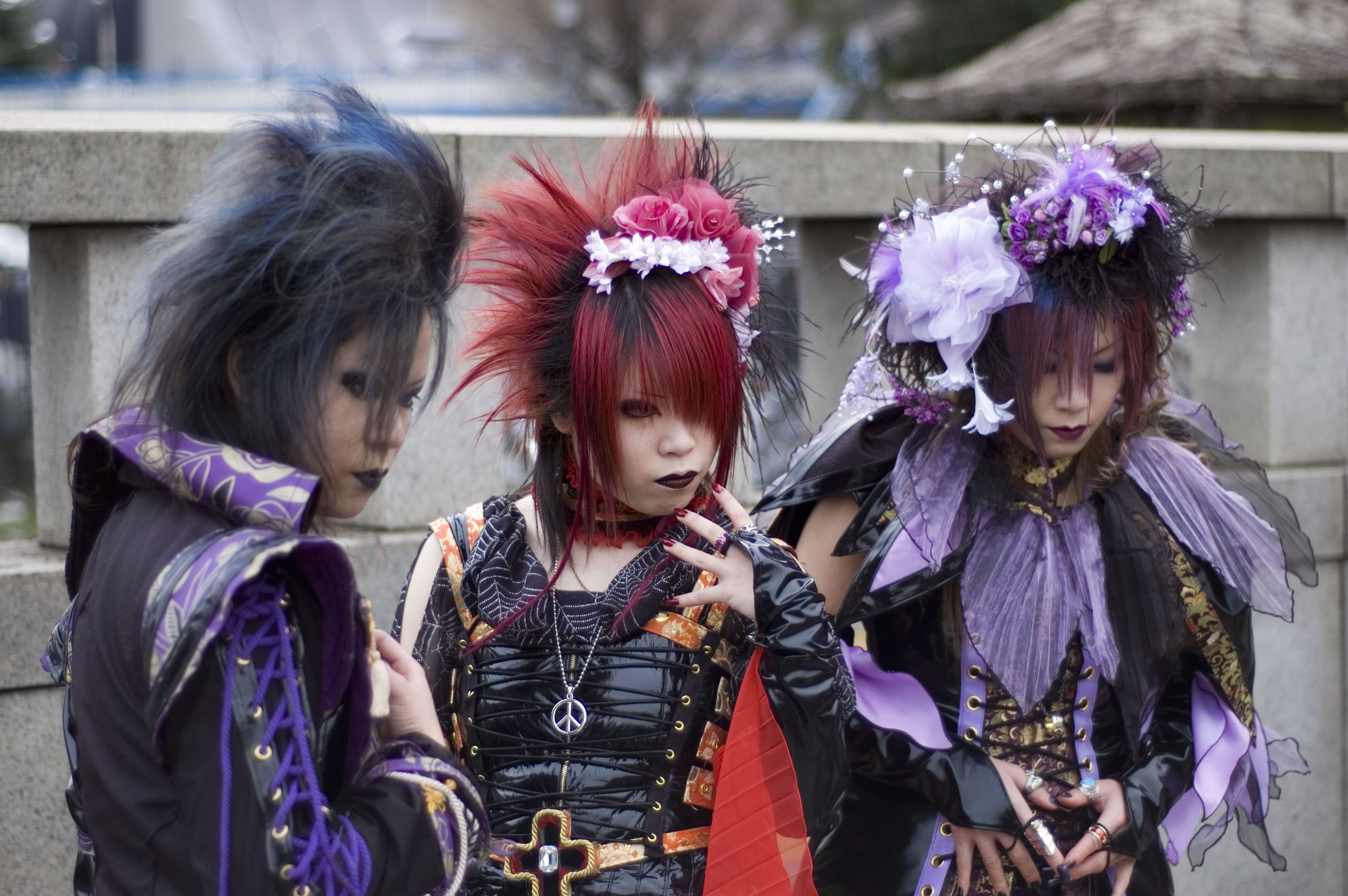
東京・神宮橋でヴィジュアル系ミュージシャンのコスプレをした人たち（2006年3月26日）

### 音楽的な特徴
音楽性は多岐にわたっており、明確な定義をあげるのは困難である。しかし、基本的には日本国外のハードロックやヘヴィメタル、日本のパンク・ロックやビートロック等から影響を受けたロックバンドが地下だといえる。
『SHOXX』の元編集長鈴木ぽっくんと音楽ライター長澤智典の対談では、ヴィジュアル系の音楽的な要素としてポジティブパンクとヘヴィメタルが挙げられている。実際にポストパンクやヘヴィメタルからの影響を語っているバンドとしては、TRANS RECORDS所属のASYLUM やDEAD END から影響を受けていた黒夢、デュラン・デュランやジャパニーズ・メタルから影響を受けていたLaputa、ザ・キュアー やGASTUNK から影響を受けたL'Arc〜en〜Ciel、Japan やAION からの影響を語っているLUNA SEA などがいる。ジャンル自体が急速にメジャー化していった2000年以降のバンドは、これらの初期のヴィジュアル系バンドの他、歌謡曲等から影響を受けていることが多く、より洗練され、ポップな様式となった。一方でMERRYやMUCC、蜉蝣等、華やかさや煌びやかさよりも、哀愁や官能美、グロテスクな表現やレトロな表現等で魅せるバンドも存在する。

### 外見的な特徴

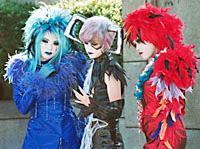
ヴィジュアル系バンド（MALICE MIZER）のコスプレ（渋谷区、1998年）

視覚表現もバンドによって様々であるといわれている。
1980年代はゴシック・ファッションのような黒服が王道であった。1990年代になると煌びやかなファッションが主流となり、cali≠gariのように80年代の流れにあるバンドは異色な存在になった。ヴィジュアル系バンドにとってメイクは音楽とともに自己表現の一つであったが、2000年以降はブームと時流により、ヴィジュアル系はメイクをするということが前提とされた。2001年に結成したbaroqueは、後にオサレ系と呼ばれるポップでカラフルなメイクと衣装の原点となる。オサレ系以外のジャンルに、ゴージャスな衣装と濃いメイクのコテヴィ系（コテコテのヴィジュアル系。コテ系とも称される。）、オサレ系以上にストリート的でナチュラルメイクのソフヴィ系（ソフトヴィジュアル系）、黒いエナメルや革に鋲を大量に身に付ける黒系、派手な甲冑や着ぐるみ、制服などを着るコスプレ系、白いドーランを塗り、和服や昭和のような服を着ていることが多い白塗り系等がある。

### ファンの特徴
ヴィジュアル系バンドのファンの女性をバンギャル、男性をギャ男という。ファンの中には、バンドのメンバーと同じような服や、バンドの衣装を作っているブランドの同じ服を着たり、手作りをしたりといった、コスプレをする者が多い。

## 歴史

### ヴィジュアル系黎明期
ヴィジュアル系という言葉がまだ存在しなかった頃に染髪と化粧をしていたバンドとして、1977年に結成されたヘヴィメタルバンドの44MAGNUM、プログレッシブ・ロックバンドのNOVELAがいる。

#### ヘヴィメタル
1980年代に入ると、ヘヴィメタルが流行を迎える。1984年には、後のヴィジュアル系のシーンに大きな影響を与えたDEAD ENDが結成されている。
1986年になると、X（1992年に「X JAPAN」に改名）のYOSHIKIはエクスタシーレコードを設立し、「オルガスム」を発売。

#### パンク
1977年に音楽雑誌FOOL'S MATEが創刊される。初代編集長を務めた北村昌士は、のちにイギリスのポストパンク、ニュー・ウェイヴの流れを受けてTRANS RECORDSを設立している。同じくイギリスのポスト・パンクシーンの影響を受けたバンドとしては、「1979年秋から1980年中期までロンドンに帯在し、バウハウスに多大な影響を受け」たGENETが1980年に結成したAUTO-MODなどがある。
1982年には、ニュー・ウェイヴバンド一風堂がシングル「すみれ September Love」をリリースし、ヒットさせる。のちに、この曲はSHAZNAやメガマソといったヴィジュアル系バンドによってカバーされることとなった。
1985年ごろになるとTHE WILLARD、LAUGHIN' NOSE、有頂天のインディーズ御三家を中心にインディーズブームが起こる。黒夢の人時は高校時代にLAUGHIN' NOSEのコピーをしたと語っている。清春も当時のインディーズシーンについて、「ビジュアルが衝撃的だった。男なのに化粧してる。こんな世界もあるんだって」と述べ、なかでもTHE WILLARDのヴォーカリストJUNからの影響を公言している。
1986年、COLORのダイナマイト・トミーはフリーウィルを設立し、「MOLT GRAIN」を発売する。
1980年代のシーンについて、ニュー・ウェイヴバンドロマンポルシェ。のメンバーである掟ポルシェは「80年代って情念の塊のような時代だったと思うんです。(中略)例えば、80年代はメイクしなくちゃステージに立てなかった。つまり何か人と違ったことをしなければステージに出れないのが80年代だった」と振り返っている。

### ヴィジュアル系黄金時代
年代1980の終わり頃から1990年代のはじめにかけて、1980年代の音楽シーンの影響を受けたバンドが現れる。音楽ジャーナリストの沢田太陽は、「(この時期に現れたバンドは)X JAPANやDEAD ENDのようなメタルの影響の強いものや、BUCK-TICKのような80sのゴス系ニュー・ウェイヴのタイプ、ハードコア・パンクからメタルに進化したGastunkに影響されたものまで雑多なものでしたが、それらはやがて外見上の傾向で括られ“ヴィジュアル系”と呼ばれるように」なったと分析している。上記のバンド以外にはMadame Edwarda やDER ZIBET、AUTO-MOD、D'ERLANGER、COLOR、かまいたち、BY-SEXUAL、AURA、ZI:KILLなどもヴィジュアル系の先駆者として挙げられる。
1990年には、ヴィジュアル系専門誌SHOXXが創刊される。1989年に結成されたLUNA SEAが1991年にエクスタシーレコードからアルバムを発表。この頃には「エクスタシー・サミット」と呼ばれるエクスタシーレコード所属のバンドが一堂に会するライブイベントが行われていた。
90年代初頭ごろから名古屋のシーンも活性化している。インディーズシーンでは黒夢がSilver-Roseと並んで「名古屋2大巨頭」とされるまでになった。
90年代初頭に結成されたバンドには、黒夢のほかにL'Arc〜en〜Ciel、La'cryma Christi、PENICILLIN、FANATIC◇CRISIS、MALICE MIZER、SIAM SHADE、Laputa、ROUAGE、SHAZNA、cali≠gariなどがおり、これらのバンドが後にシーンを盛り上げていくことになる。
1994年に黒夢、GLAY、L'Arc〜en〜Ciel がメジャーデビューを果たす。同年、Silver-Roseが解散し、後にギターのKouichiはLaputa に、ベースのKaikiはROUAGEに、ドラムのKyoはMerry Go Roundにそれぞれ加入している。また、この年には  L.S.B.と題してLUNA SEA、SOFT BALLET、BUCK-TICKが全国ツアーを敢行。各地の公演ではL'Arc〜en〜Ciel、THE YELLOW MONKEY、THE MAD CAPSULE MARKETS、DIE IN CRIESらがオープニングアクトを務めた。
ヴィジュアル四天王と呼ばれるLa'cryma Christi、SHAZNA、FANATIC◇CRISIS、MALICE MIZERも活動を始める。97年にはSHAZNA がメジャーデビューシングル「Melty Love」を累計88万枚、2ndシングル「すみれ September Love」を累計65万枚を売り上げ、1997年の日本有線大賞最優秀新人賞を受賞している。またeast west japanに移籍したPENICILLINも6thシングル「ロマンス」を累計90万枚売り上げた。ただし、トリプル・ミリオンになったアルバムやダブル・ミリオンを達成したシングルはほとんどなく、CDバブル時代にもっとも活躍したのはヴィジュアル系ではなかったとされる。一方でライヴを観に行くファンは他ジャンルよりも多かったため、市川哲史は「V系が90年代音楽シーンにもたらした最大の功績とは、(中略)ロックバンドのライヴの規模を圧倒的に拡大し」、「大道具やらサウンド・システムやら照明やらコンサートに関するあらゆるノウハウ」を発展させた点にあると述べている。
アリーナやドームクラスの会場でワンマンライヴをするバンドも現れ、PIERROTはメジャーデビューから日本武道館と西武ドームでのワンマンライブに至るまでの当時の最短記録を更新した。1996年には、インディーズバンドを紹介する音楽番組「Break Out」の放送が始まる。1999年にはDIR EN GREY、Janne Da Arcなどがメジャーデビューしている。

### ヴィジュアル系氷河期
往時は隆盛を極めたヴィジュアル系であったが、2000年以降、世間からは既に「終わった」ものであると見なされ、ヴィジュアル系氷河期を迎える。
しかし、2002年にはcali≠gari、Psycho le Cemuがメジャーデビューし、これらの世代のバンドの功績が、その後のネオ・ヴィジュアル系ブームへと繋がってゆくこととなる。2003年にはMUCC、baroqueがメジャーデビューする。

### ネオ・ヴィジュアル系ブーム
2004年前後に台頭した新たなヴィジュアル系アーティストを、ネオ・ヴィジュアル系と呼ぶ。ヴィジュアル系の専門媒体、専門レコード店、V箱（ぶいばこ）と呼ばれる専門ライブハウスを中心にムーブメントを起こしたこれらのバンドについて、SHOXX編集部は「ルックスの良さがまず先にあって、ある意味でアイドル的な盛り上がり方に似ています」、「ライヴも、よりエンターテインメント性が強く、芝居の要素を取り入れるバンドも目立っていて、そんなライヴの雰囲気をファンは楽しんでいるようです」と述べた。
the GazettE、ナイトメア、アリス九號.、アンティック-珈琲店-、シドなどのバンドがオリコンチャートでヒットを記録する。また、2009年10月下旬には、初のヴィジュアル系ロック・フェスティバルである「V-ROCK FESTIVAL '09」が幕張メッセにて開催され、ネオ・ヴィジュアル系をはじめとして多くのヴィジュアル系バンドが出演した。
しかし、レコード会社がネオ・ヴィジュアル系ブームの絶頂期にバンドのメジャーデビューを企図してから、実際にメジャーデビューが果たされるころには既にブームが衰退しかけていた。
ヴィジュアル系シーンでは特筆すべき音楽専門誌であった『Neo genesis』は、2011年3月8日発売のVol.53を最後に、以降の新刊の発行が停止され、『Zy.』は、2011年4月1日発売のNo.56を最後に休刊した。『FOOL'S MATE』も、2012年12月発売の第376号をもって、以降の新刊の発行を停止した。
2010年代に入ってからは、Alice Nine、シド、ゴールデンボンバー などが日本武道館でワンマンライブを行った。

### 再結成
2007年に、D'ERLANGERが再結成する。2000年代の末ごろには他にもDEAD ENDが再結成を果たし、X JAPANが『攻撃再開 2008 I.V.〜破滅に向かって〜』と題して復活コンサートを行う など、ジャンルの始祖とされるバンドの再活動が行われた。このように、90~00年代を駆け抜け、解散・休止したバンドメンバーの活躍が徐々に増えはじめ、根強い人気を得たが、テレビへの露出などは少なく、一般的な知名度は全盛期と比べるとかなり低くなる。Angelo、LM.C はタイアップの反響も大きくオリコンチャート10位以内に入り、日本武道館公演も行った。Acid Black Cherryは大阪城ホール、横浜アリーナ等を含めたツアーを行い、オリコンチャートは全て5位以内を現在もキープし続けている。
また、ヴィジュアル系ロック・フェスティバルの「V-ROCK FESTIVAL 2011」が、二年ぶりとなる2011年10月23日にさいたまスーパーアリーナで開催された。
前年に一夜限りの復活をしたLa'cryma Christiが2010年にはツアー開催を発表、同じく前年に一夜限りの復活をしていた黒夢も再始動をし、LUNA SEAも「LUNA SEA REBOOT」と題して再活動を宣言する など、90年代に活動したバンドの再活動が発表された。また、限定復活したバンドとして2012年にライブを行ったMASCHERA、2014年にライブを行ったPIERROT がいる。
2013年には、ジャンルに大きな影響を与えたDEAD ENDへのトリビュートとしてLUNA SEA、L'Arc〜en〜Ciel、黒夢、SIAM SHADE、cali≠gari、Janne Da Arcなどのメンバーが参加した『DEAD END Tribute -SONG OF LUNATICS-』が発売された。
2015年には、LUNA SEAが幕張メッセで開催したロック・フェスティバル「LUNATIC FEST.」を開催し、ヴィジュアル系を中心とした1980年代、1990年代、2000年代、2010年代で活躍したロックバンドが一堂に会し、シーンを盛り上げた。
2016年7月25日には、X JapanのYoshiki、LUNA SEAのSUGIZO、GLAYのTAKUROが共同会見を開き、2016年10月14日(金)、15日(土)、16日(日)の3日間、幕張メッセにて3daysのV系フェス＜VISUAL JAPAN SUMMIT 2016 Powered by Rakuten＞が開催されることを発表。
2019年にはFANATIC◇CRISISのメンバー3人が「FANTASTIC◇CIRCUS」を結成し再始動（なお本人たちは「転生」だとしている）、2022年以降ライブ活動も本格的に再開している。

### 日本国外への進出
1990年代初頭、X JAPANが日本国外への進出を模索するようになる。1990年代末ごろになるとLUNA SEAやGLAYがアジア公演を行い、1999年にはLaputaが香港のロックイベント「Rock'n Roll Circuit In Hong Kong」に参加し、イベントのトリをつとめている。このように、1990年代にも日本国外への進出の試みはあった。とはいえ、このような動きは縮小する日本国内の市場にかわるマーケットを海外に求めた音楽業界が積極的に主導していたものであり、YOSHIKIなど一部の例外を除けば、ミュージシャンの多くは消極的だったとされる。
2000年代に突入すると、MyspaceやYouTubeを通してインディーズヴィジュアル系バンドの人気も高まっていった。また、DIR EN GREY、MUCC、Miyaviらが日本国外で単独ツアーを果たしている。このようなグローバルでの展開も手伝って、日本国外においてもYOHIOやMaleRose、Lilithなどのヴィジュアル系アーティストがうまれている。
現在、ヴィジュアル系の人気はアジア圏では保たれているものの、ヨーロッパ圏では下落しており、そのシェアはK-POPに奪われたとされる。2000年代後半にヨーロッパでヴィジュアル系が人気を博した際、実力のないバンドが多数日本国外へと出かける一方で人気のあるバンドはなかなか国外ツアーを行わなかったことが、このような状況を招いたのではないかとライターの藤谷千明は指摘している。藤谷は日本国外のファンの需要を無視してきた音楽業界の「<上から目線>」を批判しており、今後ヴィジュアル系アーティストがアジア圏などでツアーを行う際には現地の状況をよく調査し、各国で盛んなSNSをアーティスト自身が使うなど、積極的な海外戦略を展開することが肝要なのではないかと結論づけている。

### ヴィジュアル系における女性アーティスト
ヴィジュアル系の音楽的基礎となったゴシックロックシーンにおいては、イクスマル・ドイチュラント やスージー・アンド・ザ・バンシーズ などのように女性アーティストが活躍することもあった。日本においても、ゴシックロックバンドGille' Lovesのヴォーカリストであり、のちにヴィジュアル系シーンに属することとなるLucifer Luscious Violenoueが1980年代から活動を行っている。
しかし、依然としてヴィジュアル系シーン内での女性アーティストの総数は低い傾向にあった。その後、2004年には全員女性のバンドexist†traceが結成されているが、彼女らは「音楽をやりたいんじゃなくて、他のバンドのメンバーと仲良くなったりしたいんでしょ？」というようにみられたり、「なんで女がヴィジュアル系をやってるの？」というようなバッシングを受けたこともあったといい、女性アーティストがシーンで受け入れられづらい現状が浮き彫りとなった。

## 評価と影響

### 市川哲史による評価
音楽評論家の市川哲史は、ヴィジュアル系バンドマンの多くは音楽的には真面目だったと評価している。市川によれば、ヴィジュアル系ミュージシャンは好きなバンドやその背景にあるバンドを聴きあさる傾向がある一方で、多様な機材を用いたり、楽器の練習に真面目に取り組むものもいたりと音楽への探究心が強かったという。
また、市川とライターの藤谷千明の対談では、ある年代のロックファンにとってはヴィジュアル系が日本国外のロックの入り口として機能していたことが指摘されている。実際、ヴィジュアル系のミュージシャンは雑誌のインタヴューやラジオ等で音楽を盛んに紹介しており、ファンの側も紹介された音楽を実際に聞いてみるなど、音楽に関しては真面目だったという。
ジャンル自体には「世界のどこにもない日本オリジナルのロック」であると述べるなど、音楽的に肯定的な評価をしているといえる。

### マーティ・フリードマンによる評価
マーティ・フリードマンによれば、ヴィジュアル系はX JAPANの功績によって、一般的に広く認知され、曲調に関してもヘヴィメタルを基軸にしながらもその実は非常に広い音楽性の幅を持っているという。本来、ひとりの人間が好む曲調はある程度の幅に収まるはずであるがX JAPANは「Silent Jealousy」のような過激かつ攻撃的・高速の曲から「Say Anything」のようなバラードまで発表しており、ファンもそれを受け入れている。それはX JAPANがその外見と共にサウンドもブランドとして確立した証拠であるとしている。また、日本のヴィジュアル系は世界に誇れる最高の文化であるとしている。現在のアメリカやイギリスやヨーロッパでは、外見をより重要視するようなバンドは蔑視される傾向にある（日本においても一部そういった傾向が見られる場合が少なくない）が、ロックバンドはキッスのようにイメージもかっこよくあるべきであるとの意見を述べている。さらに、外見も表現の一部として取り入れているJ-POPならではの現象は、「形」を重視する日本文化、特に男性が化粧をする歌舞伎文化との関連性をも推測している。キッスは歌舞伎に影響されたという説もあるため、ヴィジュアル系は日本文化の逆輸入とも捉えられる、としている。ただし、キッスの創立者であるジーン・シモンズは、自伝で歌舞伎からの影響を否定している。

### ヴィジュアル系シーンの衰退・終焉
NoGoDの団長は2012年12月31日時点の取材に応じ、本人の活動経験も踏まえたうえで、『「ヴィジュアル系」って、もうとっくに終わってる』、『音楽業界の中で「ネオヴィジュアル系ブーム」と言われてた頃には本当はもう終わりかけていた』との見解を示した。ヴィジュアル系シーンは、若手のインディーズ・バンドの活躍がメジャーも含めたシーン全体の活性化へと結びついていた側面があった。しかし、衰退の著しいヴィジュアル系シーンを嫌気し、新たに参入する若手は減少してしまった。結果として、ライブハウスに足を運ぶ客数は、ネオ・ヴィジュアル系の流行期であった2005年と比して3分の1にまで減少した。
「ヴィジュアル系の父」とも称される音楽評論家の市川哲史は2013年6月28日時点の取材に応じ、「ヴィジュアル系は終わった」との見解を示した。市川は、DIR EN GREYやムックの世代のバンドまでは確固たる信念に基づくヴィジュアル系としての必然性を備えていたことを認めたが、それ以降の世代のバンドに関しては単にヴィジュアル系という様式の上辺のみをなぞっていたにすぎず、彼らがヴィジュアル系であることの必然性は失われたと批評した。NoGoDの団長も、「別にヴィジュアル系じゃなくてもいい、音楽が出来ればいい」という姿勢のバンドに対し「信念が曲がった」と批判し、「最初にヴィジュアル系をはじめようと思った理由はなんなのか聞きたいです」と疑念を呈した。また、「人と同じような化粧をすることが目的になった時点で、このジャンルの精神は死んでる」と述べた。
市川も、NoGoDの団長も、紅白歌合戦の出場経験を複数回有するゴールデンボンバーというバンドのみが際立って広く世間一般に受け入れられた点に関しては、好意的に評価した。しかし、市川はゴールデンボンバーをもってしてヴィジュアル系の「最後の後継者」であると述べ、彼らを後継するバンドが今後現れる可能性はなく、ヴィジュアル系はゴールデンボンバーによって終わりを告げられたと結論づけた。ヴィジュアル系のシーン全体を見ると、ヴィジュアル系そのものが支持されたという論証には至らなかった。

### オリジナリティの無いバンドの出現
極一部の見た目やサウンドがあまりにも似ているヴィジュアル系の出現に苦言を呈する者は多い。 
以下、抄訳して引用する。
かまいたちのけんchanは「（昔のV系は試行錯誤の末に）人々は違うことをやろうとしていた。」「（今のV系は特定のバンド）をコピーしている（バンドが多い）。（自分らが把握している限りでは、）自分らの（知っている）ヴィジュアル系はもう存在しない。」と述べている。 又、上記の星子も独自性の無いバンドの出現に警鐘を鳴らした上で、「ファンが同じ古いパフォーマンスを何度も繰り返し聞いたり見たりする事にうんざりしている時に大きな問題になる」「（これらの似たり寄ったりなバンドが人気が出ると考えると）想像を絶する」と苦言を呈している。 PIERROTのキリトは「違うように見せるためではなく、他の人に似せるためにやっている（バンドもいる）」「これは明らかに、自分らが（バンドを）始めたときとは大きく異なる。」と述べている。

## 問題

### 日本国外での受容の実態と不法ダウンロード
2009年10月4日、ヴィジュアル系が日本国外で人気を博しているという報道がオリコンによりなされた。しかし、日本国外へ向けて日本の音楽を販売する音楽配信サイト「HearJapan」の代表であるネイサン・リーヴンは、特に日本国外のヴィジュアル系ファンへ向けて、自社のウェブサイトに書簡を掲載した。以下に抄訳して引用する。
リーヴンは、インターネットにて楽曲を不法に頒布する多くのヴィジュアル系ファンを痛烈に批判し、その不法行為はバンドの音楽活動を阻害するのみならず、バンドが今後飛躍する可能性を（とりわけ金銭面から）摘み取ってしまうとして警鐘を鳴らした。また、日本国外のヴィジュアル系ファンの間において音楽ファイルの不法な共有が常態化しているという実態に関しては、リーヴンの指摘のみならず、アニメの情報サイト「Japanator」もリーヴンの発言を受けて記事を発表した。以下に抄訳して引用する。
ベンツの指摘により、いわゆる「顔ファン」（バンドマンの外見のみでファンになり音楽には興味がないファンを指す俗語）が日本だけではなく日本国外においても存在し、むしろ「顔ファン」が日本国外では主流であることが明らかにされた。
日本国内では、ヴィジュアル系アーティストのCD売上はヴィジュアル系専門レコード店での限定購入特典や、専門レコード店で開催される「インストア・イベント」に支えられることが多い。これは「AKB商法」としてしばしば批判される売り方と共通してはいるものの、限定グッズや限定写真を入手したり、あるいは本人と会話や握手をするためにCDを（一人で何枚も）購入するという購買の動機づけには結びつく。しかし「顔ファン」にとっては音楽は「意味がない」ため、ライブやイベントなどで本人と接触する機会に乏しい海外在住者は、音楽そのものにお金を払う理由がなくなる。
リーヴンが書簡のなかで例示しているが（上記引用文では未訳のため原文 を参照されたい）、原盤制作には少なくとも一万米ドル以上の予算が必要とされる。メジャー・レーベルによるフルアルバムの原盤制作ともなれば、一千万円近くの費用が生ずる。しかし日本国外の音楽ファンは、アーティストやレーベル側から正規の購入方法を提示されても、音楽に対してあまりお金を払おうとしない。それはアーティストやレーベル側が費やした原盤制作費を回収できず、次の原盤を作る費用を捻出できないことを意味する。リーヴンらの指摘は、楽曲の違法アップロードが日本国外でのヴィジュアル系の人気を助けているものの、それがヴィジュアル系音楽業界に経済的利益を直接与えることはなく、ゆえにその衰退を助長しうることを明らかにした。

## ヴィジュアル系のレーベルおよび音楽プロダクション
ヴィジュアル系を専門範囲とするレーベルおよび音楽プロダクションは、1980年代後期よりその存在が確認されている。
初期ヴィジュアル系バンドの音楽プロダクションとしては、YOSHIKIの主宰するエクスタシーレコードとDYNAMITE TOMMYが総指揮を執るフリーウィル・レコードが、「東のエクスタシー、西のフリーウィル」と謳われるジャンルのフロンティアとして双璧をなした。その後はアナーキストレコード、デンジャークルー、クライス、キーパーティーなどの専門レーベルが次々と台頭した。現役か、もしくはかつてヴィジュアル系ミュージシャンとして活動していた経営者が主宰する場合も少なくはない。ミュージシャンの主宰以外では、イベンターやライブハウスの系列事務所、エイベックスなどの大手レコード会社の傘下の事務所もヴィジュアル系のマネージメントを手がけている。ただし、1990年代のヴィジュアル系全盛期のブームに乗って乱立したレーベル・プロダクションには、ブームが終息し市場が収縮を始めると早々に姿を消したものも少なくない。
なお、タレントを主力とする芸能事務所が手がけたケースは少ない。これらの会社の手法ではヴィジュアル系バンドを商業的に成功させることが難しく、田辺エージェンシー、ホリプロなどは撤退している。

### ミュージシャンが主宰するレーベル、プロダクション
| レーベル、プロダクション                                | 主宰者               |
| ------------------------------------------------------- | -------------------- |
| アナーキストレコード                                    | KENZI                |
| Matina（解散）→UNDER CODE PRODUCTION（解散）            | KISAKI               |
| エクスタシーレコード                                    | YOSHIKI              |
| Keasler Japan Limited                                   | TOKI                 |
| Kreis→Tokyo Monochrome Factory Records                  | YUKIYA               |
| LOOP ASH（株式会社マーサ傘下レーベル）                  | 未散                 |
| APPLAUSE RECORDS                                        | KAMIJO               |
| CROW MUSIC（株式会社UM.CREATE内レーベル）               | TATSUYA              |
| Sherow Artist Society                                   | KAMIJO               |
| Sequence Records                                        | TOMOZO               |
| Starwave Records                                        | Kiwamu               |
| フリーウィル                                            | ダイナマイト・トミー |
| FULLFACE RECORDS                                        | 清春                 |
| midfield                                                | 清春                 |
| marder suitcase（株式会社フジプロダクション内レーベル） | MAHIRO               |
| GRADATION（解散）                                       | 紫                   |
| Midi:Nette                                              | MANA                 |
| 密室ノイローゼ（株式会社3.14内レーベル）                | 桜井青               |
| DANGER CRUE RECORDS（MAVERICK D.C. GROUP内レーベル）    | 大石征裕             |
| オフィスキンメダイ                                      | 犬神明               |
| GOD CHILD RECORDS                                       | ASAGI                |
| アビーミュージックファクトリー                          | BabyKingdom          |
| マッシブワン                                            | KAZUYA               |
| WonderHolic                                             | アイジ               |
| MAIN GATE WORKS                                         | キリト               |
| BadeggBox                                               | ミネムラアキノリ     |
| amairo records（株式会社エーテル内レーベル）            | 苑                   |
| アシオトレコード                                        | えんそく             |
| 株式会社ロッキートーキー                                | LIPHLICH             |
| zenorecords                                             | HIZAKI               |
| 株式会社トロイメライ                                    | Kaya                 |
| 株式会社カインアベル                                    | 菊地哲               |
| アットワークスプロジェクト                              | YURAサマ             |
| NEXT DECADE                                             | 将（アリス九號.）    |

### ミュージシャンが主宰していないレーベル、プロダクション
- explosion works（ライヴハウス池袋サイバーのレーベル）
- SWEET CHILD
- SWORD RECORDS（SWEET CHILDの元社員が立ち上げた事務所で、所属バンドもともに一部移籍しており実質的に同社から分裂した会社。）
- ヘッドワックスオーガナイゼーションhideの実弟が代表を務める事務所。
- DONUTS RECORD WEST
- SPEED DISK（ライヴハウス高田馬場AREAのレーベル）
- ティアーズ音楽事務所
- MONSTER PRODUCTION（M-EPS 解散）
- MISSION MUSIC FACTORY
- PLUG RECORDS
- PS COMPANY
- ライカロリーポップ（ヴィジュアル系専門ショップLIKE an EDISONの経営会社）
- 株式会社マーサ
- タイムリーレコード
- Zenite Music Facotry（ライヴハウス浦和ナルシスのレーベル）
- ミジンコレコード（大阪のイベンターFACE MUSICのレーベル）
- Red List Entertainment（日本デジタルコミュニケーションズ内レーベル）
- ARTPOP RECORDS / 濱書房 / 寺子屋（ART POP ENTERTAINMENT内のレーベル）
- B.P.RECORDS（ビーフォレスト内のレーベル）

## ヴィジュアル系を扱うメディア

### テレビ・ラジオ
放送中のテレビ番組
- HOT WAVE (テレビ埼玉)

放送中のラジオ番組
- Beat Shuffle (NACK5)
- BUZZ ROCK (FM OSAKA)

終了したテレビ番組
- SPARK! (テレビ東京)
- 神言基地 〜HOLIDAY TV〜 (テレビ大阪)
- VISUAL SHOCK (テレビ東京)
- VISUAL ROCK GATE (テレビ大阪)
- Vの流儀 (テレビ東京)
- ロック兄弟 (テレビ東京)
- GIRA GIRA J 白組 (TOKYO MX)
- LIFE IS V (TOKYO MX)
- V-STYLE“Move!!" (スターカラオケ)

終了したラジオ番組
- Tokyo V-stock (TOKYO FM)
- Visualize Zone（FM FUJI）
- REDNIQS (FM802)
- 激音（KBCラジオ）
- Slash&Burn（FM FUJI）
- AV Music Channel（Air-G）
- LIVECAST.JP (ライブキャスト)
- Neo I.D. (エフエムちゅうおう)

### 専門誌
現在刊行されている雑誌
- Stuppy
- ロッキンf (但し、90年代から一度出版社が倒産した2001年まで。復刊した2002年以降はごく一部のバンドのみ)→We ROCK
- ROCK AND READ

休刊・廃刊した雑誌
- Vicious
- M-GAZETTE
- V-Shot
- Fruige
- Zy.
- Neo genesis
- FOOL'S MATE
- FOOL'S MATE EXPRESS
- SHOXX
- SHOCK WAVE
- uv
- Cure[120]